# 魅族MX3
魅族 MX3（型号：M35X）是魅族于2013年9月2日发布的智能手机产品。该系列手机有前黑后白版、纯白版以及“银翼版”三种外观并可更换多种颜色背壳。该产品搭载专门为大屏手机进行优化的Flyme OS 3.0操作系统。

## 历史
魅族即将发布一款新旗舰设备的渲染图曝光后，有关其即将发布新旗舰设备的传闻开始出现。根据这些曝光信息，MX3 预计将配备一个圆形的“Home”键用于导航，并配备一块5.1英寸的全高清显示屏。
2013年8月，魅族发出了将于2013年9月2日在北京举行的发布会邀请函。

### 发布
据悉，魅族MX3于2013年9月2日在北京发布会上正式发布。